# Conopeum truitti
Conopeum truitti is een mosdiertjessoort uit de familie van de Electridae. De wetenschappelijke naam van de soort is voor het eerst geldig gepubliceerd in 1944 door Osburn.